# Новоєгорівка (Коломийчиська сільська громада, колишня Новогригорівка)
Новоєго́рівка — село в Україні, у Коломийчиській сільській громаді Сватівського району Луганської області. Колишня назва — Новогригорівка.
Населення становить 36 осіб.

## Населення

### Мова
Розподіл населення за рідною мовою за даними перепису 2001 року:
| Мова       | Кількість | Відсоток |
| ---------- | --------- | -------- |
| українська | 34        | 94.44%   |
| російська  | 2         | 5.56%    |
| Усього     | 36        | 100%     |